# Zacatecas
Zacatecas là một trong 31 bang, cùng với Quận liên bang, là 32 thực thể Liên bang của México. Nó được chia thành 58 hạt và thủ phủ là thành phố Zacatecas.
Zacatecas nằm ở Bắc-Trung Mexico. Nó được bao quanh bởi các bang Durango về phía tây bắc, Coahuila về phía bắc, Nayarit về phía tây, San Luis Potosí và Nuevo León về phía đông, Jalisco, Aguascalientes và Guanajuato về phía nam.
Zacatecas được biết đến với nguồn tài nguyên bạc và khoáng sản phong phú, các kiến trúc thuộc địa và tầm quan trọng của nó trong cuộc Cách mạng Mexico. Hoạt động kinh tế chính của bang là khai thác mỏ, nông nghiệp và du lịch.